# Role of honour
Role of Honour (i USA publicerad som Role of Honor), är den fjärde romanen av John Gardner som handlar om Ian Flemings hemliga agent James Bond. Boken kom 1984 men har hittills inte blivit översatt till svenska.

## Handling
En minutiöst planerad kupp på en ovärderlig samling tavlor och konstverk förbluffar polisen. Samtidigt får James Bond ett stort arv (från sin farbror Bruce) med förbehållet att han ska leva ett vidlyftigt liv under minst fyra månader. Han byter då ut sin Saab mot en Bentley Mulsanne och ägnar en tid åt att slösa bort pengar. Arvet uppmärksammas av den ryska underrättelsetjänsten, som börjar skugga Bond, men även av MI6, som använder Bonds allt sämre rykte för att infiltrera motståndarna. Bond får sparken offentligt, på grund av påstådda olagligheter, för att se om ryssarna ska försöka värva Bond. När ryssarna tvekar, får Bond ett mer konkret mål: att försöka ta reda på vad datageniet Dr Jay Autem Holy håller på med. Amerikanerna dr Holy och hans medhjälpare general Joe Zwingli antogs vara döda efter en flygkrasch, men nu misstänker MI6 och CIA att dr Holy ligger bakom den minutiöst planerade kuppen, och flera andra liknande stölder. 
Bond åker till kasinot i Monaco och träffar där dr Holys "änka", CIA-agenten Percephone Proud, som ger Bond en fortbildning i programmering (BASIC, maskinkod, Fortran, COBOL och Forth) för att kunna kopiera dr Holys programvara. Efter några veckor upptäcker Bond och Proud general Zwingli i kasinot, när han möter den misstänkte terroristen Tamil Rahani. 
Bond åker tillbaka till MI6 för att rapportera om Rahanis och Zwinglis mystiska samröre. För att försöka öka chansen att ta sig in hos dr Holy tar Bond kontakt med societetsdamen Lady Freddie Fortune, som ordnar ett möte. Bond, som fortfarande spelar bitter och avskedad agent, får träffa dr Holys stab i hans hus Endor nära Banbury, där dr Holy arbetar med hemliga datorsimuleringar under täcknamnet Jason St John-Finnes. En av dr Holys medarbetare, Cindy Chalmer, visar sig vara en CIA-infiltratör och hjälper Bond att kopiera ett av dr Holys program. Bond hinner precis skicka iväg kopian innan han blir fångad och ivägskickad till en militärbas på okänd plats. Där blir han förhörd av Tamil Rahani, angående möjligheten att Bond faktiskt är avskedad och söker nytt jobb. Bond lyckas övertyga Rahani och han får jobb inom dr Holys och Rahanis organisation, som just nu jobbar för Bonds tidigare fiender, S.P.E.C.T.R.E.. Bonds uppdrag blir att skaffa en hemlig kod, som används för att skicka eller avblåsa USA:s atombomber. För att ta reda på vad deras mål är, lyckas Bond skaffa koden, men på grund av relationen med Cindy Chalmer misstänks Bond och hans försök att förhindra dr Holys operation stoppas. Operationen går ut på att med hjälp av datorkoder deaktivera såväl USA:s som Rysslands atomvapenarsenaler från ett luftskepp direkt ovanför ett möte mellan världens stormakter (så att datorerna tror att koderna kommer från respektive president). Trots hårt motstånd lyckas Bond övermanna dr Holys trupper och stoppa koden. Rahani lyckas dock fly.
Efter Bonds hjältedåd får han tillbaka sitt rykte hos allmänheten och sitt tidigare jobb.

## Karaktärer (i urval)
- James Bond
- M
- Tamil Rahani
- Dr. Jay Autem Holy
- Cindy Chalmer
- Percephone Proud
- Joe Zwingli
- "Happy"
- "Tigerbalm"
- Simon
- Peter Amadeus
- Freddie Fortune